# The Willow Tree (film fra 1920)
The Willow Tree er en amerikansk stumfilm fra 1920 af Henry Otto.

## Medvirkende
- Viola Dana som O-Riu
- Edward Connelly som Tomotada
- Pell Trenton som Ned Hamilton
- Harry Dunkinson som Jeoffrey Fuller
- Alice Wilson som Mary Fuller
- Frank Tokunaga som John Charles Goto
- Togo Yamamoto som Itomudo
- George Kuwa som Kimura
- Tom Ricketts